# PKIB
PKIB‏ (CAMP-dependent protein kinase inhibitor beta) هوَ بروتين يُشَفر بواسطة جين PKIB في الإنسان.